# 并齿小苦荬
并齿小苦荬（学名：Ixeridium biparum）是菊科小苦荬属的植物，为中国的特有植物。分布于中国大陆的贵州、湖北、四川、湖南等地，生长于海拔508米至2,000米的地区，多生在山坡草地，目前尚未由人工引种栽培。